# Joanna Jung
Joanna Jung, auch Johanna Jung (* vor 1970), ist eine Schauspielerin.

## Leben
1970 hatte Jung in dem Film Musik, Musik – da wackelt die Penne ihren ersten Auftritt.

## Filmografie
- 1970: Musik, Musik – da wackelt die Penne
- 1973: Frau Wirtins tolle Töchterlein
- 1973: Das bumsfidele Heiratsbüro
- 1973: Hausfrauen-Report 4
- 1973: Muschimaus mag’s grad heraus
- 1974: Auf der Alm da gibt’s koa Sünd
- 1975: Wenn Mädchen zum Manöver blasen
- 1979: Austern mit Senf